# Eurico Ribeiro
Eurico Bartolomeu Ribeiro (Pedreiras, 1º de agosto de 1928 – Brasília, 29 de dezembro de 1996) foi um advogado, promotor de justiça e político, brasileiro, que chegou a assumir o cargo de governador do Maranhão.

## Dados biográficos

### Origem e vida política
Filho de Francisco Franco Ribeiro e Ana Amélia Arruda Ribeiro teve sete filhos Anamélia, Francisco, Eurico, Celeste, Helena Celeste, Antônio Francisco e Luciana Maria. Em 1950 obteve o Bacharelado em Direito na Universidade Federal do Maranhão trabalhando como advogado e promotor de justiça, neste último caso atuando em Coroatá, Grajaú, Pedreiras e São Luís. Suplente de vereador em 1950 pelo PST em São Luís, foi eleito deputado estadual pelo PSD em 1954. Secretário de Viação e Obras Públicas e procurador-geral do Maranhão no governo José de Matos Carvalho, elegeu-se suplente de deputado federal em 1958 e foi efetivado deputado federal após a eleição de Newton Bello como governador do Maranhão em 1960. Reeleito em 1962 ingressou na ARENA após a vitória do Regime Militar de 1964 tendo sucessivos mandatos em 1966, 1970 e 1974.
Tentou um novo mandato em 1978 e não obteve sucesso. Filiou-se ao PDS e obteve um novo mandato em 1982 e ao longo do qual votou contra a Emenda Dante de Oliveira em 1984 e votou em Paulo Maluf no Colégio Eleitoral em 1985. De novo suplente em 1986, foi efetivado com a eleição de Davi Alves Silva para a prefeitura de Imperatriz em 1988, repetiu a suplência pelo PRN em 1990 sendo efetivado após a renúncia de Cid Carvalho em 23 de março de 1994, quando já estava no PPR e por esta legenda ficou novamente na suplência nas eleições daquele ano.

### No Palácio dos Leões
Após sua vitória foi eleito primeiro vice-presidente da Assembleia Legislativa em 1955, ano onde ocorreram as eleições à sucessão de Eugênio de Barros, no entanto como as apurações seguiam em ritmo lento este passou o poder ao deputado Alderico Machado que renunciou e passou o cargo a Eurico Ribeiro em 26 de março de 1956 e este permaneceu no Palácio dos Leões até 9 de julho de 1957 quando o Judiciário deu posse ao governador José de Matos Carvalho e ao vice-governador Alexandre Costa.